# Renate Boy
Renate Boy (născută Garisch-Culmberger; n. 24 ianuarie 1939, Baltiisk⁠(d), URSS – d. 5 ianuarie 2023, Börgerende-Rethwisch, Mecklenburg-Pomerania Inferioară, Germania) a fost o atletă ce a reprezentat Republica Democrată Germană, medaliată olimpică. A participat la 3 ediții ale Jocurilor Olimpice (1960, 1964, 1968) în care a câștigat o medalie de argint în proba de aruncarea greutății.

## Palmares
| An   | Competiție           | Locație                  | Loc | Note    |
| ---- | -------------------- | ------------------------ | --- | ------- |
| 1960 | Jocurile Olimpice    | Roma, Italia             | 6   | 15,94 m |
| 1962 | Campionatul European | Belgrad, Iugoslavia      | 2   | 17,17 m |
| 1962 | Jocurile Olimpice    | Tokio, Japonia           | 2   | 17,61 m |
| 1965 | Cupa Europei         | Kassel, Germania de Vest | 2   | 16,96 m |
| 1968 | Jocurile Olimpice    | Ciudad de México, Mexic  | 5   | 17,72 m |
| 1969 | Campionatul European | Atena, Grecia            | 5   | 17,59 m |